# Pietro Nardini
Pietro Antonio Pasquale Nardini (12. dubna 1722 Livorno - 7. května 1793 Florencie) byl italský houslista a hudební skladatel na přelomu baroka a klasicismu.
Byl nejznámějším žákem Giuseppa Tartiniho, u něhož studoval od svých dvanácti let. Veřejně vystupoval již jako čtrnáctiletý roku 1736. V letech 1760 a 1765 byl pozván na vídeňský dvůr, kde muzicíroval na obou svatbách následníka trůnu a pozdějšího císaře Josefa II. Od roku 1762 Nardini působil u dvora ve Stuttgartu a od roku 1763 do roku 1765 tam byl koncertním mistrem dvorního orchestru, který řídil Niccolò Jommelli. Po roce 1765 ho několik cest zavedlo na brunšvický dvůr. V roce 1769 se stal koncertním mistrem u Carla Antonia Campioniho a v roce 1770 hudebním ředitelem na dvoře velkovévody Leopolda Toskánského ve Florencii, kde působil až do své smrti. Mezi jeho nejvýznamnější žáky patřili Bartolomeo Campagnoli a Thomas Linley mladší.